# Mekarsari (Pelawan)
Mekarsari is een bestuurslaag in het regentschap Sarolangun van de provincie Jambi, Indonesië. Mekarsari telt 2292 inwoners (volkstelling 2010).